# ملاحظات مرئية مباشرة
الملاحظات المرئية المباشرة عبارة عن طريقة للتدريب تستخدم في الإطارات العملية وإطارات إعادة التأهيل، وذلك عندما يتم ربط اهتمام المتدرب بدليل مرئي خارجي للإشارة إلى الحركة أو الوظيفة الحركية أو التدريب المحدد الذي يتم تنفيذه من قبل المتدرب.
ويشبه مبدأ الملاحظات البيولوجية الملاحظات المرئية المباشرة بشدة.  والملاحظات البيولوجية، والتي تعد بمثابة العملية التي تتيح القدرة للفرد لمعرفة كيفية تغيير الأنشطة النفسية لأغراض تحسين الصحة والأداء من خلال تلقي الملاحظات السريعة من أدوات دقيقة تقيس النشاط الفسيولوجي مثل موجات المخ ووظائف القلب والتنفس والأنشطة العضلية ودرجة حرارة البشرة.
وتسري الملاحظات المرئية المباشرة بشكل أكثر مباشرةً على تحسين الصحة البدنية الخارجية والأداء الخارجي. وبدلاً من استخدام معدات القياس المتقدمة فنيًا للحصول على الملاحظات، تعتمد الملاحظات المرئية المباشرة على العين البشرية. وتتمثل إحدى الطرق التي يتم استخدامها لاختبار الملاحظات المرئية المباشرة في تركيز شعاع ليزر على اليد وتوصيله بشاشة، وعندما يرفع المتدرب ذراعه من ارتفاع الوسط إلى ارتفاع الكتف، يتم التركيز عليه على مرجع خارجي يعرض بدقة المسار الذي أخذه الذراع من النقطة الأولى (ارتفاع الوسط) إلى النقطة الثانية (ارتفاع الكتف). وقد أظهرت الدراسات أن الاستفادة من التركيز على الانتباه الخارجي بشكل أكبر من الداخلي لم تكن فقط في مجرد زيادة مستوى الأداء، ولكن في امتلاك المهارة بشكل أفضل.

## وصلات خارجية
- Laser Gym website article
- Urology robotics
- نسخة محفوظة 24 يوليو 2011 على موقع واي باك مشين.
- Biofeedback